# شفادهنده زخمی
شفادهندهٔ زخمی یک کهن‌الگوی یونگی است. کیرون الگوی کارل گوستاو یونگ در طرح این نظریه بود. او روانکاو را شفادهنده‌ای زخمی می‌دانست.